# Константа (фільм)
 «Константа» (пол. «Constans») — польський художній фільм 1980 року режисерів Кшиштофа Зануссі.

## Сюжет
Молодий працівник бюро, що займається організацією зарубіжних виставок, мріє заробити грошей для участі в експедиції в Гімалаї на місце загибелі свого батька-альпініста. І у нього є «вміння» постійно опинятися в неправильному місці в неправильний час...

## У ролях
- Тадеуш Брадецький
- Зофія Мрозовська
- Малгожата Зайончковська
- Цезарій Моравський
- Вітольд Пиркош

## Творча група
- Сценарій: Кшиштоф Зануссі
- Режисер: Кшиштоф Зануссі
- Оператор: Славомир Ідзяк
- Композитор: Войцех Кіляр